# Thomas Haasmann
Thomas Haasmann (ur. 2 sierpnia 1961 w Wiedniu) – austriacki judoka. Olimpijczyk z Los Angeles 1984, gdzie zajął dwudzieste miejsce w kategorii open. Siódmy na mistrzostwach Europy w 1986. Złoty medalista wojskowych mistrzostw świata w 1988 i brązowy w 1986. Drugi na akademickich MŚ w 1984.
Sześciokrotny medalista mistrzostw kraju; pierwszy w latach 1983, 1984 i 1988.
- Turniej w Los Angeles 1984

Wygrał z Jean-Marie Dedeckerem z Belgii i przegrał z Perem Kjellinem ze Szwecji.